# کلودیو واکا
کلودیو واکا (انگلیسی: Claudio Vacca; ۲۴ اکتبر ۱۹۱۵ – ۲۷ ژانویهٔ ۱۹۹۵) بازیکن فوتبال اهل آرژانتین بود.
از باشگاه‌هایی که در آن بازی کرده‌است می‌توان به باشگاه فوتبال بوکا جونیورز، باشگاه فوتبال اتلتیکو هوراکان، و باشگاه ورزشی دفنسور اشاره کرد.